# Hạt nhân alpha
Một hạt nhân alpha là một hạt nhân bao gồm một số nguyên các hạt alpha. Các hạt nhân alpha có số lượng proton và neutron bằng nhau, chẵn; chúng rất quan trọng trong quá trình tổng hợp hạt nhân vì môi trường năng lượng trong các ngôi sao có khả năng hợp nhất các hạt alpha thành các hạt nhân nặng hơn. Alpha nuclide có thể ổn định hoặc phóng xạ. Các hạt nhân alpha ổn định và các sản phẩm cuối phân rã ổn định của các hạt nhân alpha phóng xạ, là một số kim loại phổ biến nhất trong vũ trụ.
Hạt nhân alpha cũng là viết tắt của Hạt nhân phóng xạ alpha, đề cập đến các đồng vị phóng xạ trải qua quá trình phân rã alpha và do đó phát ra các hạt alpha.